# معشوقه شیطان
معشوقهٔ شیطان (انگلیسی: The Devil's Mistress) با نام اصلی فاحشهٔ شیطان (انگلیسی: The Devil's Whore) یک مجموعهٔ تلویزیونی چهار قسمتی است که در سال ۲۰۰۸ از کانال ۴ پخش شد. وقایع این سریال در دوران جنگ‌های داخلی انگلستان می‌گذرد و فیلم‌برداری آن در آفریقای جنوبی انجام شد.

## بازیگران
- جان سیم در نقش ادوارد سکسبی
- دومینیک وست در نقش الیور کرامول
- پیتر کاپالدی در نقش چارلز یکم
- آندره‌آ ریسبرو
- مایکل فاسبندر
- تام گودمن-هیل
- ماکسین پیک
- تیم مک‌اینرنی
- بن الدریج
- هری لوید
- ملودی ابد در نقش هنریتا ماریا